# William Sønsteng
William Sønsteng (* 2007) ist ein Geräteturner der norwegischen Nationalmannschaft. Er ist norwegischer Juniorenmeister am Barren und hat Norwegen während der Europameisterschaft, dem Berlin Junior Team Cup und der Wohnen Juniors Trophy repräsentiert.

## Karriere

### 2022
Im Mai 2022 nahm Sønsteng im Junior Team Cup in Berlin teil und belegte mit 69,250 Punkten den 26. Platz. Zusammen mit Mitstreiter Sebastian Sponevik erreichte die Mannschaft im Team-Finale den 11. Platz.

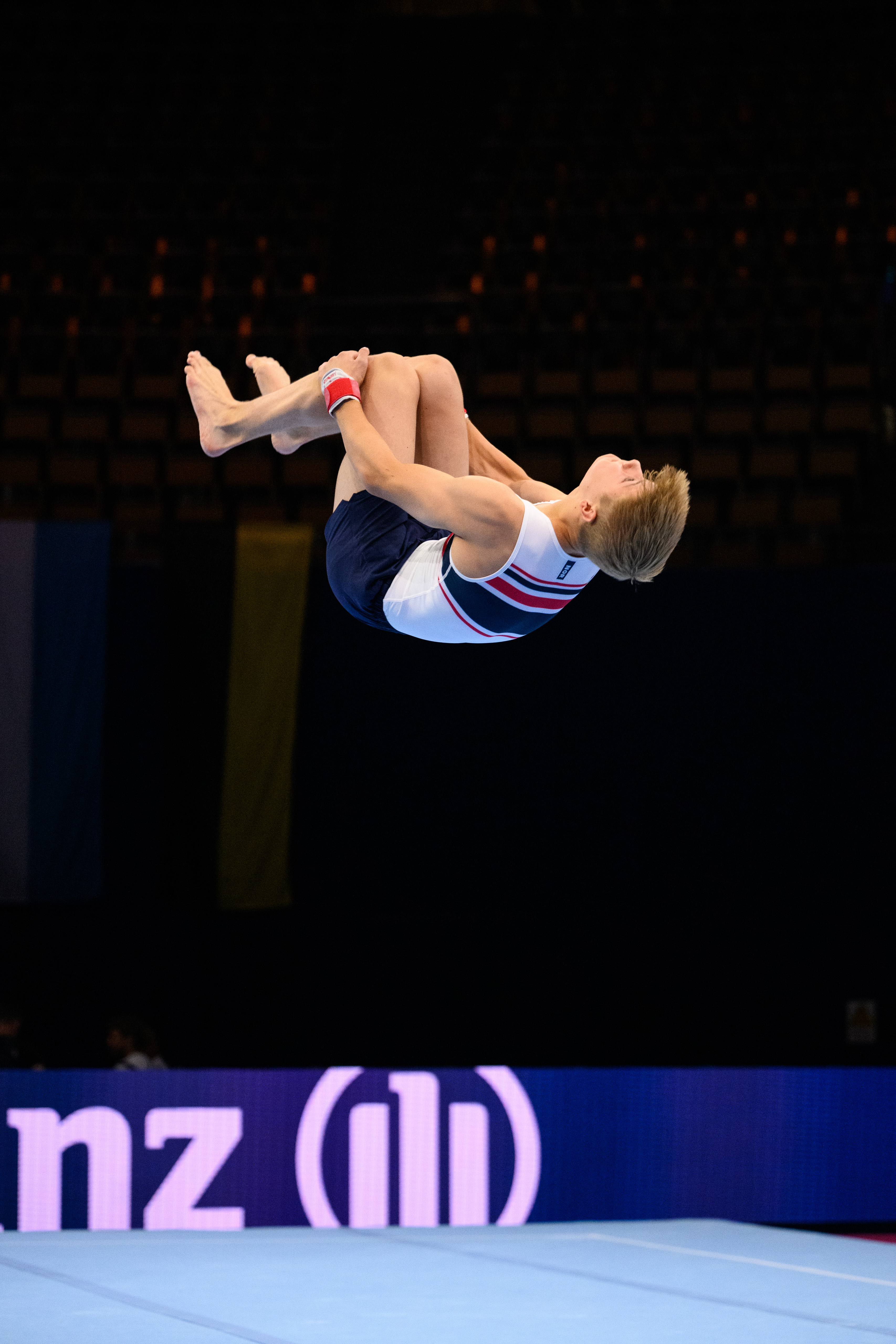
Sønsteng beim Bodenturnen während der Europameisterschaft von 2022

In der Herbstsaison 2022 trat Sønsteng wieder international für die norwegische Mannschaft an. Wegen seiner Teilnahme an nur drei Geräten konnte er nicht für den individuellen Titel antreten, sondern nur für das Team-Finale, wo Norwegen den 19. Platz belegte.
Im September der gleichen Saison nahm Sønsteng an der Wohnen Juniors Trophy in Cottbus teil und erreichte mit 70,150 Punkten im U16-Wettkampf einen 5. Platz. In den Gerätefinalen erhielt er zudem Silber im Bodenturnen und Bronze am Barren.

### 2023
Im Juni 2023 nahm Sønsteng an der norwegischen Juniormeisterschaft in Oslo teil und belegte dort mit 69,800 Punkten einen 5. Platz insgesamt. Er qualifizierte sich für mehrere Finale, erlangte im Finale der Barren Gold, und wurde damit norwegischer Meister.